# Кубасское сельское поселение
Кубасское се́льское поселе́ние — муниципальное образование в Чистопольском районе Татарстана Российской Федерации.
Административный центр — село Кубассы.

## История
Статус и границы сельского поселения установлены Законом Республики Татарстан от 31 января 2005 года № 44-ЗРТ «Об установлении границ территорий и статусе муниципального образования "Чистопольский муниципальный район" и муниципальных образований в его составе».

## Население
| 2010 | 2011 | 2012 | 2013 | 2014 | 2015 | 2016 |
| ---- | ---- | ---- | ---- | ---- | ---- | ---- |
| 844  | ↘842 | ↗846 | ↘838 | ↘830 | ↘797 | ↘787 |
| 2017 | 2018 |      |      |      |      |      |
| ↘763 | ↘732 |      |      |      |      |      |

## Состав сельского поселения
| № | Населённый пункт | Тип населённого пункта       | Население |
| - | ---------------- | ---------------------------- | --------- |
| 1 | Байтеряково      | деревня                      |           |
| 2 | Берёзовка        | деревня                      |           |
| 3 | Кубассы          | село, административный центр |           |
| 4 | Старое Иванаево  | село                         |           |
| 5 | Утяково          | деревня                      |           |